# Dun-sur-Auron
Dun-sur-Auron is een gemeente in het Franse departement Cher (regio Centre-Val de Loire). De gemeente telde 3.566 inwoners op 1 januari 2022. De plaats maakt deel uit van het arrondissement Saint-Amand-Montrond.

## Geografie
De oppervlakte van Dun-sur-Auron bedroeg op 1 januari 2022 50,09 vierkante kilometer; de bevolkingsdichtheid was toen 71,2 inwoners per km².
De onderstaande kaart toont de ligging van Dun-sur-Auron met de belangrijkste infrastructuur en aangrenzende gemeenten.

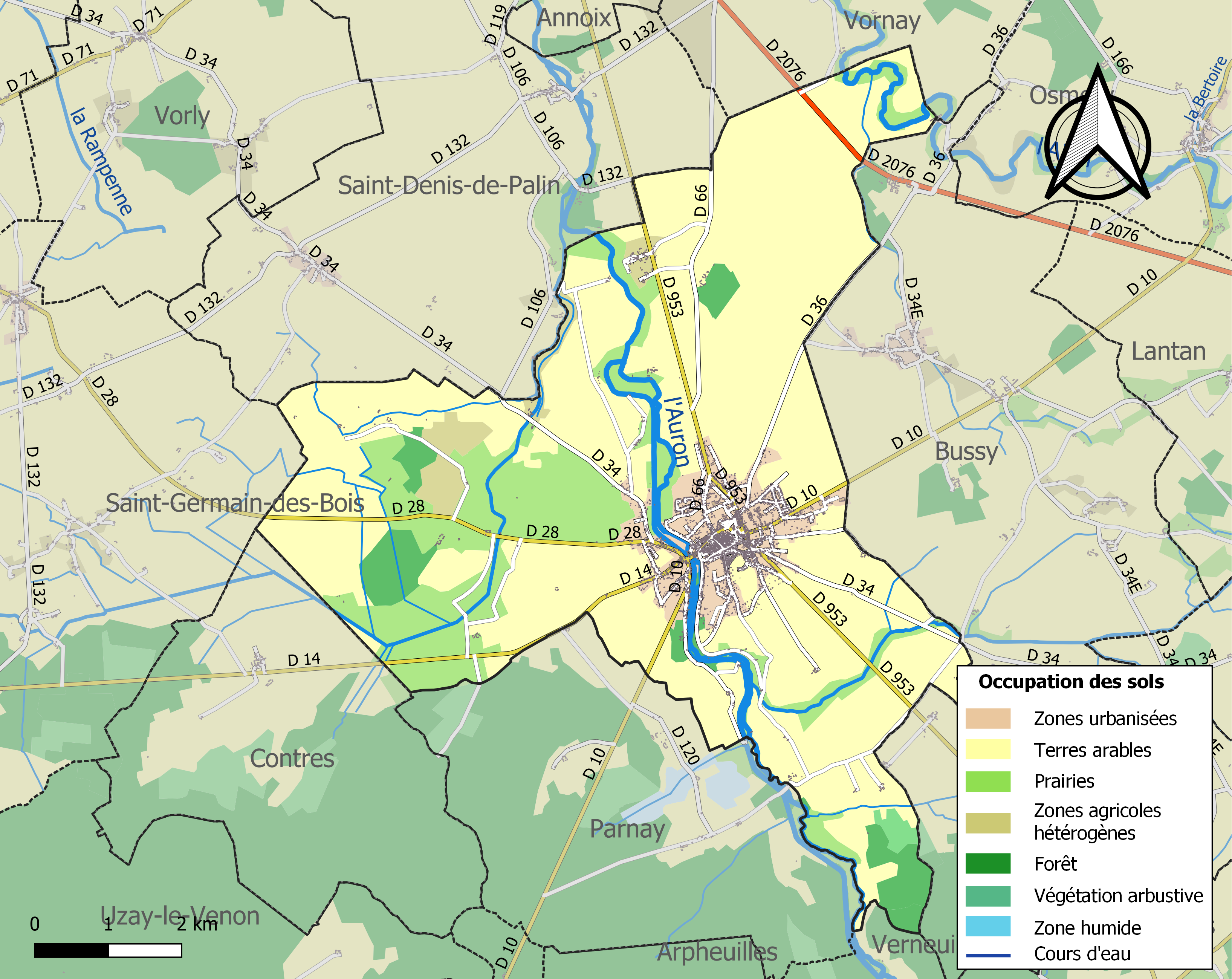

## Demografie
Onderstaande figuur toont het verloop van het inwonertal (bron: INSEE-tellingen).